# 星達拓娛樂
星達拓娛樂（英語：STARTO ENTERTAINMENT）是2023年成立的日本演藝經紀公司，承接傑尼斯事務所（現SMILE-UP.公司）分拆出的旗下藝人經紀事務。

## 歷史
- 2023年10月17日，傑尼斯事務所在創辦人強尼·喜多川生前的性侵醜聞曝光的背景下，宣布更名為「SMILE-UP.」，原有的演藝經紀業務將另成立新公司「代理人準備株式會社」負責[1]，未來旗下藝人的簽約方式，則從傑尼斯時期的「管理契約」（マネジメント契約）改為「代理契約」（エージェント契約），旗下的團體或單體藝人可以另外擁有自己的公司，以在演藝工作上發揮更大的彈性[2]。12月8日，宣布公司新名稱為「STARTO ENTERTAINMENT」（星達拓娛樂），名稱有STAR（星）+ TO（朝向未來）的意義。[3]
- 2024年4月10日，宣布與旗下團體ARASHI嵐共同成立「株式會社嵐」，團員將直接參與公司營運，並經營粉絲俱樂部、並著力發掘與培育新人偶像。[4]

## 職員
- 代表董事兼社長：鈴木克明
- COO：佃慎一郎
- CCO：和田美香
- 非執行董事：滝山正夫、後藤明
- 監事：吉村祐一

## 外部連結
- 官方网站
- 星達拓娛樂的X（前Twitter）（日語）
- 星達拓娛樂的X（前Twitter）（英文）
- YouTube上的STARTO ENTERTAINMENT頻道